# Colégio Real de Cirurgiões da Inglaterra

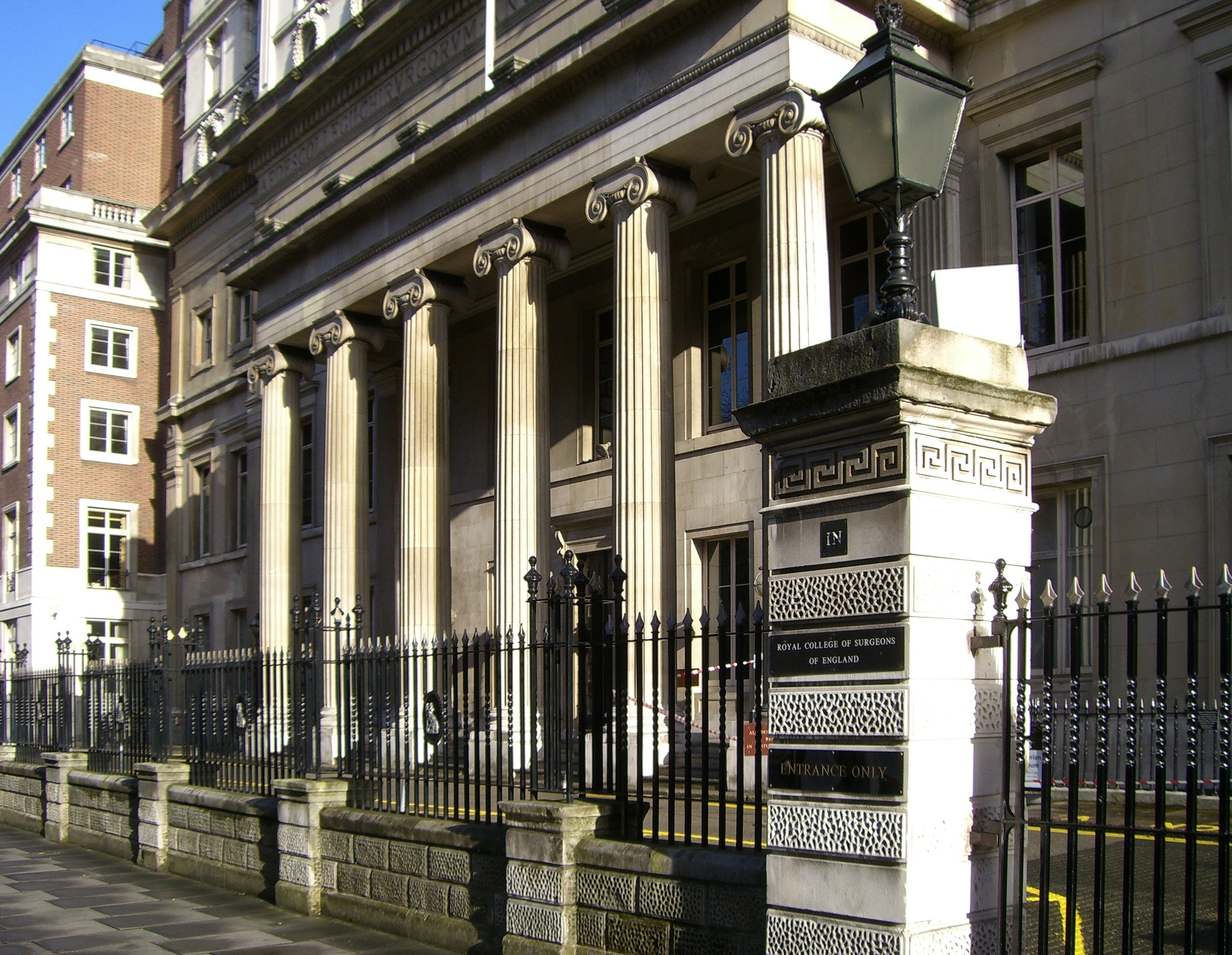
A sede do colégio em 2006

O Colégio Real de Cirurgiões da Inglaterra (em inglês: Royal College of Surgeons of England) é uma entidade profissional independente e uma instituição de caridade registrada que promove os padrões de atendimento cirúrgicos para pacientes, regulando as cirurgias, incluindo odontologia, na Inglaterra e no País de Gales. Está localizada em Londres. Publica várias revistas médicas, incluindo Annals of The Royal College of Surgeons of England, Faculty Dental Journal e Bulletin of the Royal College of Surgeons of England.